# Győri Filharmonikus Zenekar
A Győri Filharmonikus Zenekar a korábbi Rába Filmszínház átalakítása után 2001 novemberében költözött be jelenlegi helyére. Új otthonának neve Richter Terem. Jogelődjét, a Győri Férfidalegyletet 1846-ban a világhírű, győri születésű karmester, Richter János édesapja, Richter Antal alapította.
A városi zenekarrá 1894-ben vált együttes Győr kulturális életének fontos szereplője. Az 1968-as év nagy változásokat hozott a zenekar életében. Ebben az esztendőben vált az eddigi félhivatalos művészeti intézmény, professzionális koncertzenekarrá. A hivatalossá válás sokszor nehéz és problémáktól sem mentes folyamatában meg kell említeni Sándor János karnagy nevét. Kiemelkedő szerepe volt abban, hogy a zenekar hivatásossá válhatott. 2023-ban közel nyolcvan zenészt foglalkoztatott az intézmény. Hazai és nemzetközi koncertek mellett hanglemezfelvételeket is adott ki a zenekar.
A zenekar számos külföldi koncerten vett részt. A története során sok magyar és külföldi karmester állt a zenekar élén, így többek között:
- Lamberto Gardelli,
- Angelo Ephrikian,
- Kobajasi Kenicsiró,
- Rajter Lajos,
- Jurij Szimonov,
- Eugene Goosens,
- Carlo Zecchi,
- Hiroyuki Iwaki,
- Erdélyi Miklós,
- Kórodi András,
- Lukács Ervin,
- Hans Richter az alapító leszármazottja.

Szólisaként fellépett:
- Pásztory Ditta,
- Fischer Annie,
- Kocsis Zoltán,
- Ránki Dezső,
- Janota Gábor,
- Perényi Miklós,
- Pauk György,
- Ruha István,
- Gertler Endre,
- Verebics Ibolya,
- Jandó Jenő,
- Franco Bonisolli,
- Jevgenyij Nyeszterenko,
- Peter Lucas Graf

A Győri Filharmonikus Zenekar gazdag repertoárján nemcsak klasszikusok, hanem kortárs magyar művek, kompozíciók szerepelnek, amelyek tolmácsolását Artisjus-díjjal ismerték el 1968-ban. Több magyar szerző művének ősbemutatója is a zenekar nevéhez fűződik. A vezető karmester 2023-ban: Rajna Martin. Jelenlegi igazgató 2008. július 4 óta Fűke Géza.